# سوپوتنیتسا (گاجین خان)
سوپوتنیتسا (به صربی: Sopotnica) یک منطقهٔ مسکونی در صربستان است که در Gadžin Han واقع شده‌است.